# Liste des autoroutes du Maroc
Le réseau des autoroutes marocaines est long de 1 839 km, 189 km en 2x3 et le reste en 2x2 (en août 2016).
L'autoroute Casablanca - Rabat fut la première autoroute à être lancée au Maroc avec la conception de la première tranche (33 km) Casablanca-Oued Cherrat ouverte dès 1978, la même autoroute a été complétée jusqu'à Rabat en 1987 puis mise sous péage en 1991. Le dernier tronçon autoroutier El Jadida-Safi de l’autoroute Rabat - Safi a été inauguré le 4 août 2016.
Le réseau autoroutier marocain est exploité par la Société nationale des autoroutes du Maroc (ADM), membre de l'Association européenne des concessionnaires d'autoroutes et d'ouvrages à péage. La vitesse maximale autorisée sur l'ensemble du réseau est de 120 km/h. En 2011, les autoroutes marocaines drainent plus de 20 % de l'ensemble de la circulation avec un chiffre d'affaires dépassant les 2 milliards de MAD. Le réseau de l'ADM est certifié ISO 9001 version 2008 avec toutes les normes de sécurité, d'assistance et ses 59 aires de repos et services.
En plus des autoroutes à péage, le Maroc dispose également d'un réseau de 1 093 km de voies express gratuites,.
Aujourd'hui 70 % de la population marocaine est directement reliée par une autoroute, toutes les villes de plus de 300 000 habitants et 24 sur les 27 des villes de plus de 100 000 habitants sont rattachées au réseau autoroutier.

## Développement du réseau
L’histoire du réseau autoroutier marocain a pris naissance à la suite d’une étude générale sur le secteur du transport routier au Maroc menée en 1969. L’étude en question pointait du doigt le problème du transport au Maroc en général et la congestion du trafic entre Rabat et Casablanca en particulier. En effet, ces deux métropoles étaient reliées par trois routes parallèles — une nationale et deux routes secondaires —, mais les déplacements entre elles étaient devenus difficiles et l’idée d'une autoroute est née pour y remédier.
Le programme autoroutier marocain peut être décomposé en cinq étapes, correspondant chacune à un plan décennal. Le rythme des constructions s'est accéléré dernièrement et l'on se dirige vers un plan quinquennal au-delà de 2015. Ce programme s’articule ainsi :
- 1969-1979 — Cette période se distingue par les tentatives de rationalisation des choix budgétaires. Cette rationalisation a conduit à un dédoublement partiel des portions de la route principale Rabat-Casablanca en situation de congestion. Ensuite en 1975 a été lancée la construction de l'autoroute Casablanca-Rabat. Cette construction se fera par phases et s'étalera jusqu'en 1987. Ce projet a bénéficié du premier prêt de la Banque mondiale dans le secteur routier ;
- 1979-1989 — Cette période est marquée par un vaste plan de rigueur qui a justement conduit au choix d’un modèle économique payant pour la seule autoroute existante à peine achevée. Aucune avancée majeure dans le rythme de construction d’autoroutes n’est constaté. Cependant, l’appel au modèle payant a permis de lancer dès la fin des années 1980 une nouvelle étude de transport et de trafic. Cette étude a mis en exergue la nécessité d'établissement d'un schéma d'armature autoroutier de 1 500 km à réaliser à l'horizon 2010. En 1989, le réseau autoroutier marocain est inférieur à 100 km ;
- 1989-1999 — Création de la Société nationale des autoroutes du Maroc (ADM) en 1989 et mise en place du péage. On assiste à une accélération notable de l’évolution du réseau durant laquelle l’autoroute Rabat-Fez est ouverte. En 1999, le réseau d'autoroutes  est proche de 400 km ;
- 1999-2008 — Le rythme des constructions s'accélère et l'on passe de 40 km à environ 100 km d’autoroutes par an. Le premier contrat programme entre l’État et l’ADM, pour la période 2004-2008 a donné un élan supplémentaire à cette accélération. Les autoroutes Rabat-Tanger et Casablanca-Marrakech sont inaugurées. En 2008, le réseau d'autoroutes au Maroc  atteint 1 100 km ;
- 2008-2015 — Un second contrat programme, pour la période 2008-2015, entre l’État marocain et l’ADM est signé en juillet 2008 et fixe comme objectif 1 800 km en 2015. L’autoroute de Fès - Oujda est ouverte à la circulation en 2011 ;
- Aout 2016 l'autoroute El Jadida - Safi est ouverte[10].

Il reste pour achever ce second contrat programme, la réalisation de la nouvelle autoroute de dégagement de Casablanca entre Tit Mellil et Berrechid sur 31 km. Sa mise en service, fin 2014 comme initialement prévu, devait  permettre de délester à cette échéance, l’autoroute Casablanca- Aéroport de près de 14.000 V/J selon les projections de trafic qui avaient été faites. Démarré en 2023, ce projet devra être finalisé au début 2026.

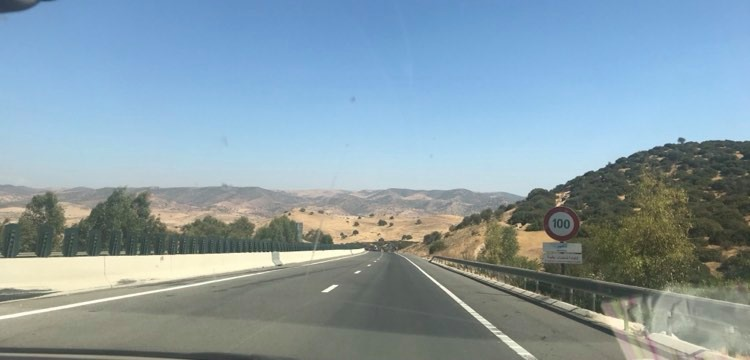
L'A2 près de Khémisset

## Impacts économiques
Les autoroutes au Maroc font gagner, en moyenne, 30 minutes par 100 km. Des gains estimés par ADM, pour l’année 2012, à 7 milliards de MAD, soit près d’un point du PIB. Sur le plan régional le réseau autoroutier marocain connecte plusieurs centres industriels, touristiques et urbains comme suit :
- la majorité des centres économiques du pays ;
- 80 % des établissements industriels ;
- 8 aéroports internationaux ;
- les 5 principaux ports commerciaux ;
- 76 % des lits touristiques classés[8] reliés ;
- 24 villes sur les 27 dépassant 100 000 habitants.

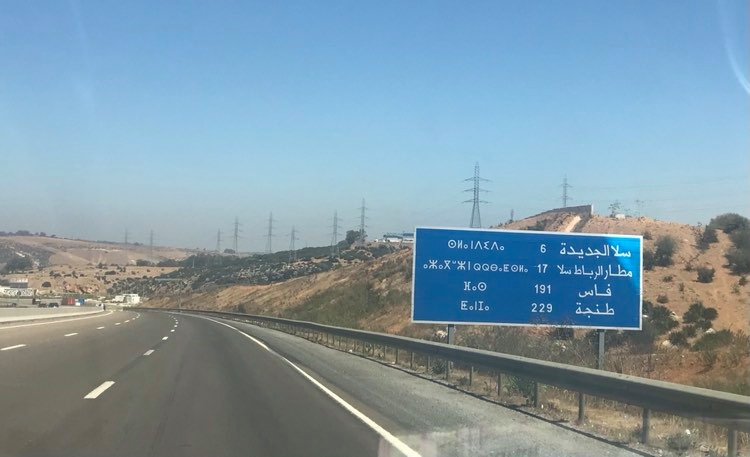
Signalétique en berbère sur l'A5, près de Rabat.

## Améliorations techniques
- ISO 9001 version 2008 (2009) — Depuis la fin des années 2000, ADM a essayé d’apporter plusieurs améliorations à son réseau, ce qui lui a permis de décrocher le certificat ISO 9001 version 2008. Cette certification porte sur l’ensemble des domaines d’activité de la société, couvrant la construction et l’exploitation des autoroutes, ainsi que sur tous les processus de management et de support déployés par ADM.
- Mise en place d’un  Système de Gestion de l’Entretien (SGE) en 2009 - le système comprend un  Système d’Information Géographique (SIG), la numérisation des archives et l’auscultation de tout le réseau pour établir un état de référence de l’infrastructure et la définition des techniques et modalités d’intervention.Ce fut à cette occasion que la numérotation du réseau fut reprise.
- Lecture automatique des matricules (mai 2010) — Le 19 mai 2010 ADM introduit la lecture automatique de plaques minéralogiques dans ses péages. Le plus difficile dans ce processus fut la gestion de l'alphabet arabe qui a nécessité plusieurs tests validés tous avec succès[12].
- Panneaux à Messages Variables (juillet 2010) — Le système d'aide à l'exploitation par Panneaux à Messages Variables (PMV) est quant à lui introduit en juillet de la même année[13] il est en cours de déploiement à l'ensemble du réseau actuel ou en construction.
- Système d’Aide à l’Exploitation (2010)- Le Système a été déployé dans un premier temps sur les autoroutes  Rabat-Casablanca-Settat. Le tunnel de Zaouiat Ait Mellal sur l’autoroute Marrakech- Agadir a été exploité par  un SAE spécifique qui  permet de suivre à distance et en temps réel  les conditions de circulation dans le tunnel.
- radiocommunication numérique TETRA (2010)- La radiocommunication numérique TETRA a été mise place sur les axes Casablanca-Rabat, Casablanca-El Jadida  et Casablanca-Agadir dans un premier temps avant d’être généralisé.
- Tests du télépéage (juillet 2011) — Le télépéage est introduit pour la première fois le 27 juillet 2011 sur un site pilote à la station Bouznika[14](entre Rabat et Casablanca). La phase de test du télépéage est prévue pour 12 mois avant l’application à l'ensemble du réseau. En attendant la généralisation du télépéage, 8 voies de péage sont ajoutées à la même station afin d'éviter la congestion du trafic. Dans le même sens, le 5 octobre 2011, ADM met en place une solution monétique[15] afin de fluidifier davantage la circulation aux péages. En 2016, le télépéage a été généralisé à l'ensemble du réseau autoroutier marocain.
- Bandes sonores anti-sommeil (2012) — En 2012 Autoroutes du Maroc (ADM) commença à déployer les bandes sonores améliorant la sécurité de la conduite de nuit[16].
- Centre d'appels 5050 (2013) — ADM a introduit un numéro d'urgence facile à retenir (5050) en 2013 pour remplacer 10 numéros à plusieurs chiffres[17] anciens et a multiplié les véhicules de service mobilisables pour répondre aux appels de secours.
- Nouvelle application iOS & Android (2014) — En se basant sur son ancienne application moins riche et qui était disponible uniquement sur iOS, ADM lance en 2014 une application plus aboutie[18] et pleines de fonctions géolocalisés au service des conducteurs (météo, alertes trafic, stations de services les plus proches etc). Et surtout un bouton d'alarme 5050 qui permet à ADM de localiser exactement la position du conducteur en cas de panne. Autoroute du Maroc (ADM) n'ayant pas planté de bornes d'appels d'urgence cette dernière application lui permettra de faire des économies énormes et lui permettra de connaitre avec précision les lieux de pannes afin d'alerter les usagers en temps réel.

## Aires de repos et de services
Les aires de repos sur les autoroutes marocaines sont toutes équipées avec les services de base à savoir les carburants, des points de restauration et des sanitaires. Les aires dites de services contiennent, en outre, des centres de maintenances pour les véhicules. Les aires sont souvent espacées de 40 à 70 km, contrairement à la réglementation sur les routes nationales marocaines où ce sont les services de l'état qui fixent les règles d'un minimum de 30 km entre les stations de services pour raison de non concurrence, sur les autoroutes au Maroc c'est la société ADM qui fixe les règles selon les longueurs des autoroutes et leurs fréquentations, entre Rabat et Settat les aires d'autoroutes sont situées en majorité a des intervalles inférieurs a 30 km mais la fréquence du trafic ne remet pas en cause leur rentabilité.
Il existe plusieurs opérateurs d'exploitation des aires de repos et de services d'autoroutes au Maroc, ils sont sélectionnés par appel d'offres pour une concession de 20 ans sur un cahier de charge strict avec obligation d'ouverture à l'inauguration de l'autoroute et des pénalités allant jusqu'à 1 000 dirhams en cas de retard, après ouverture, des redevances annuelles sont reversées à ADM. Parmi les sociétés détentrices d'aires de services, en tête desquels se trouve le groupe marocain Afriquia qui détient 30 % du marché propose des offres complètes de restauration traditionnelles et internationales en plus d'une supérette Mini Brahim suivi de Total qui s'est allié aux enseignes Grill Lunch et à La Croissanterie puis Vivo Energy (groupe Shell) qui a commencé à déployer des franchises Burger King et Brioche dorée dans ses aires de repos. Plusieurs autres opérateurs détiennent des aires de repos sur les autoroutes marocaines qui proposent en plus du carburant des prestations diverses et variées mais de qualité plus ou moins garantie. Afin de mieux conseiller ses usagers, depuis 2014 Autoroutes du Maroc a lancé un label qualité accordé aux meilleurs aires d'autoroutes de son réseau, en 2015 sur les 6 awards attribués trois sont décernés aux stations autoroutières de Afriquia, deux à l'opérateur Total et un au petit opérateur Winxo.
Dans le cadre du développement des aires de services, Autoroutes du Maroc a scellé un partenariat avec l'enseigne de restauration rapide McDonald's, en vue de réaliser sur certaines aires de services des restaurants. Il s'agit de la seconde enseigne de restauration rapide à s'installer sur le réseau autoroutier.

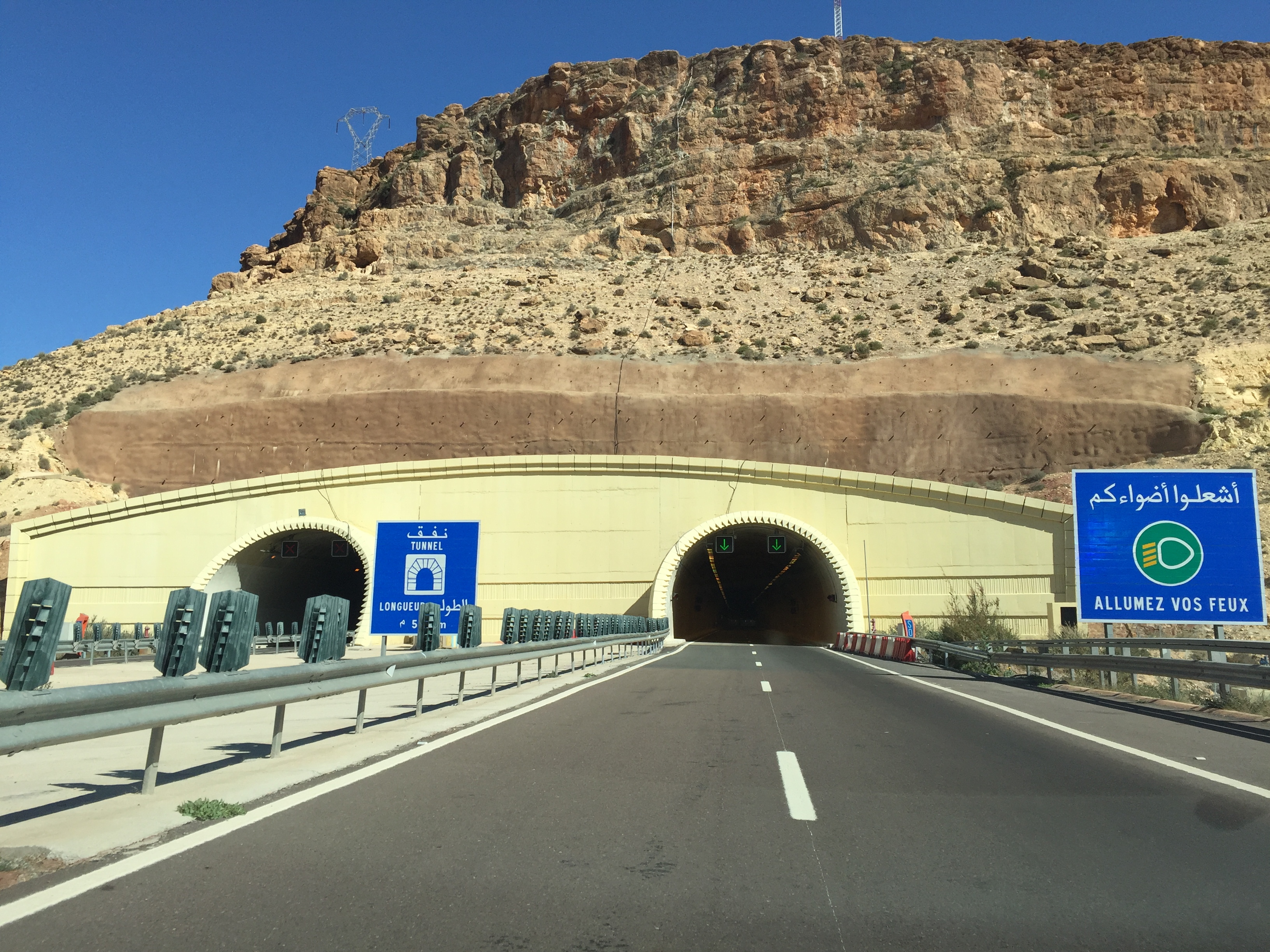
Tunnel de Zaouiat Aït Mellal (A3)

## Nomenclature des autoroutes et des sorties

### Numérotation initiale des autoroutes
La numérotation des autoroutes marocaines a commencé relativement tard soit après le départ en construction des autoroutes vers Tanger puis vers Fès, sans suivre d'ordre particulier. Initialement, les autoroutes étaient dénommées par leurs origines et destinations et la pratique perdure. Le réseau se développant, ADM a senti la nécessité de rationaliser la numérotation pour assoir son exploitation et offrir aux autres services les moyens de repérage précis en particulier pour les services de la Gendarmerie Royale et ceux de la Protection Civile.

### Nouvelle numérotation de 2009
Une nouvelle numérotation a été pensée puis mise en place directement par ADM dès 2009. La numérotation reprend les principes de celle adoptée pour le réseau routier géré par l’État lorsqu’il avait été reclassé durant les années 1980 en routes nationales, régionales et provinciales et s’inspire de celle pratiquée aux États Unis. Cette numérotation distingue par des numéros impairs, les autoroutes "verticales" (Nord-Sud) et par des numéros pairs, les autoroutes "horizontales" (Est-Ouest)
Comme le besoin est celui d’un repérage d’exploitation, le(s) point(s) nodal(aux) à partir duquel (desquels) s'effectuent la numérotation et le repérage en PK doivent pouvoir être précisément matérialisés : ils correspondent essentiellement aux échangeurs ou aux entrées/sorties des agglomérations. Deux digits sont prévus pour les autoroutes et suivent la lettre A. les bifurcations sont numérotées également par la lettre A suivie du numéro de l'autoroute de branchement et de deux autres digits. l'ordre de numérotation est Nord-Sud et Est-Ouest que ce soit pour la numérotation des autoroutes et de leurs bifurcations ou pour celui des PK.Les numéros (sans la lettre A) sont inscrits sur les petites bornes bleues à droite de la bande d'arrêt d'urgence. Les points kilométriques sont indiqués sur le site d'ADM Trafic. Les panneaux de signalisation de direction n'indiquent non plus aucun numéro mais seulement les noms des villes reflétant ainsi l'origine technique de la numérotation. Cette numérotation donne (toutes les bifurcations ne sont pas citées):

## Tarifs et prix des principaux axes (mise à jour du 11/09/2018)

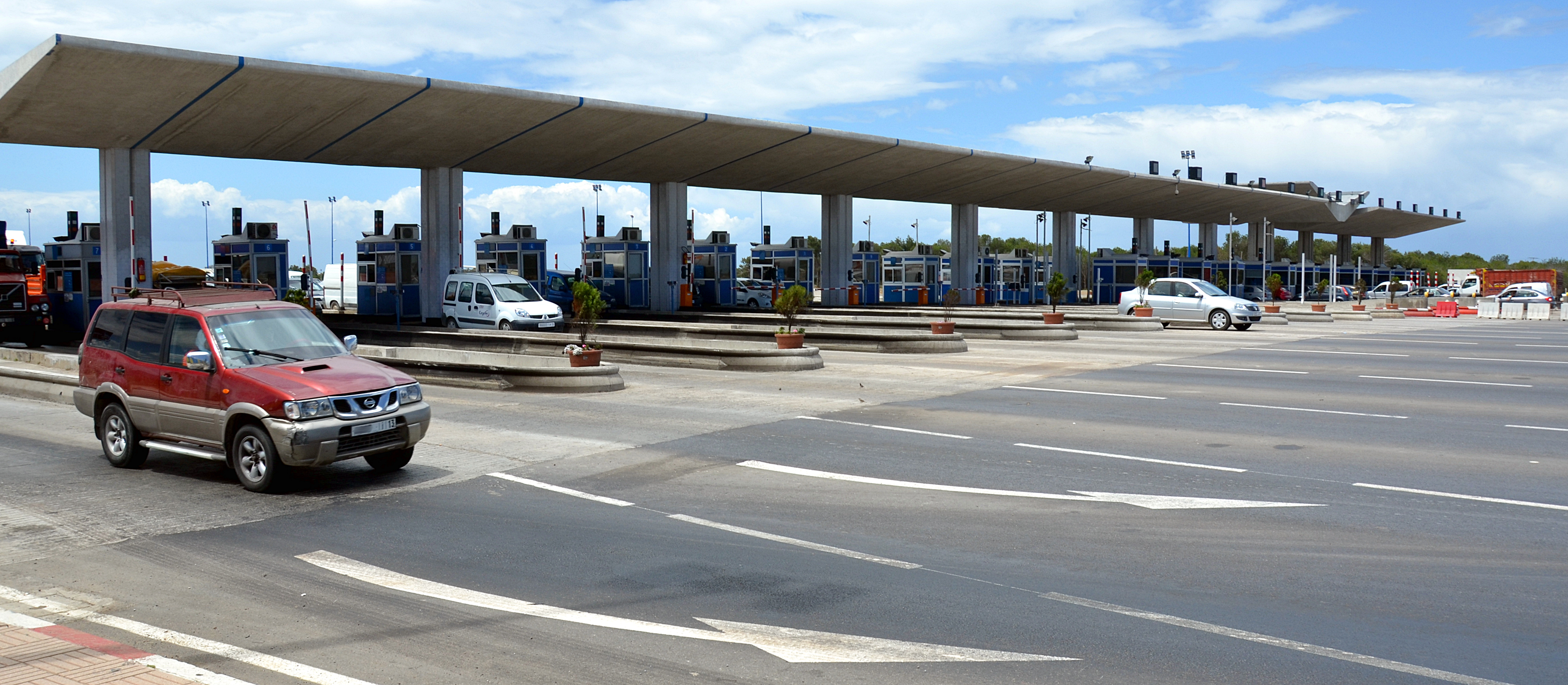
Péage de Bouznika sur l'A1.

NB : Il s'agit du tarif plein pour un véhicule de catégorie 1

### À partir de Casablanca
| Casablanca - Aéroport Med V | 6 MAD (via Casablanca et Casablanca Ouest) 11 MAD (via Casablanca Est) 13 MAD (via Casablanca Ouest) |
| Casablanca - Tanger         | 114 MAD                                                                                              |
| Casablanca - Tétouan        | 123 MAD (via Melloussa) 101 MAD (via Route nationale 2 après Larache)                                |
| Casablanca - Meknès         | 57 MAD (via Ouest) 61 MAD (via est)                                                                  |
| Casablanca - Marrakech      | 80 MAD (Palmeraie) 82 MAD (Tamansourt) 87 MAD (Targa)                                                |
| Casablanca - Agadir         | 164 MAD                                                                                              |
| Casablanca - Beni Mellal    | 76 MAD                                                                                               |
| Casablanca - Fès            | 73 MAD                                                                                               |
| Casablanca - Oujda          | 179 MAD                                                                                              |
| Casablanca - Settat         | 22 MAD (via Centre) 18 MAD (via Nord)                                                                |
| Casablanca - El Jadida      | 30 MAD (via Est) 35 MAD (via Sud)                                                                    |
| Casablanca - Safi           | 76 MAD (via Nord) 80 MAD (via E'st)                                                                  |

### À partir de Rabat

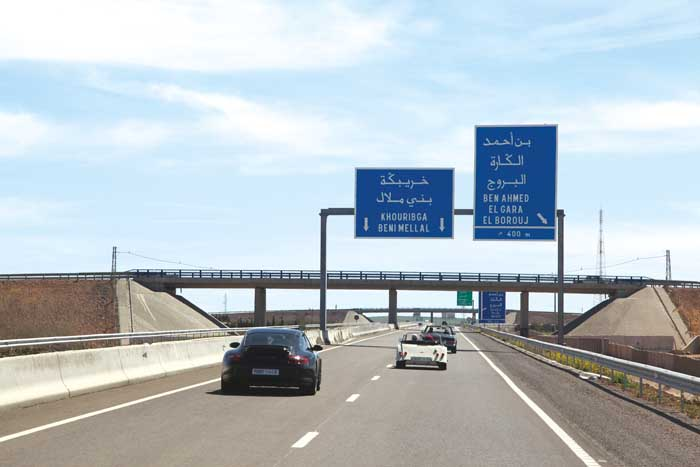
L'A4 en direction de Béni Mellal

| Rabat - Tanger      | 91 MAD                                                                |
| Rabat - Tetouan     | 100 MAD (via Melloussa) 101 MAD (via Route nationale 2 après Larache) |
| Rabat - Meknès      | 34 MAD (via Ouest) 38 MAD (via Est)                                   |
| Rabat - Marrakech   | 119 MAD (Palmeraie) 121 MAD (Tamansourt) 126 MAD (Targa)              |
| Rabat - Agadir      | 203 MAD                                                               |
| Rabat - Beni Mellal | 115 MAD                                                               |
| Rabat - Fès         | 50 MAD                                                                |
| Rabat - Oujda       | 156 MAD                                                               |
| Rabat - Kénitra     | 13 MAD (via Salé) 25 MAD (via El Menzeh)                              |
| Rabat - Settat      | 61 MAD (via Centre) 57 MAD (via Nord)                                 |

## Réseau existant
Environ 1800 kilomètres d'autoroutes ont été construits à ce jour. Les mises en service des sections se sont faites au gré des achèvements des travaux. Le tableau ci-dessous reprend la totalité des réalisations intégrant les autoroutes et leurs bifurcations. Les sections éventuellement réalisées par ADM et sortant du périmètre autoroutier ne sont pas prises en compte.

### Autoroutes principales
| Numéro                               | Villes desservies                                                                                   | Longueur |
| ------------------------------------ | --------------------------------------------------------------------------------------------------- | -------- |
| A1 Autoroute Rabat - Safi            | Rabat - Mohammédia - Casablanca - Azemmour - El Jadida - Jorf Lasfar - Oualidia - Safi              | 313 km   |
| A2 Autoroute Rabat - Oujda           | Rabat - Tiflet - Khémisset - Meknès - Fès - Taza - Guercif - Taourirt - Oujda                       | 494 km   |
| A3 Autoroute Casablanca - Agadir     | Casablanca - Aéroport Mohammed V - Berrechid - Settat - Ben Guerir - Marrakech - Chichaoua - Agadir | 429 km   |
| A4 Autoroute Berrechid - Beni Mellal | Berrechid - Ben Ahmed - Khouribga - Oued Zem - Bejaâd - Fkih Ben Saleh - Kasba Tadla - Beni Mellal  | 174 km   |
| A5 Autoroute Tanger Med - Rabat      | Port Tanger Med - Tanger - Assilah - Larache - Kénitra - Salé - Rabat                               | 308 km   |
| A7 Autoroute Fnideq - Tétouan        | Tétouan - M'Diq - Marina Smir - Fnideq                                                              | 28 km    |
| Total                                | Total                                                                                               | 1766 km  |

### Pénétrantes
| Numéro | Ville desservie                             | Longueur |
| ------ | ------------------------------------------- | -------- |
| A101   | Pénétrante d'Ain Harrouda                   | 24 km    |
| A102   | Pénétrante d'Azbane (Lissasfa / Casablanca) | 1,5 km   |
| A103   | Pénétrante d'El Jadida                      | 5,5 km   |
| A201   | Pénétrante de Ain Chkef (Fès-Ouest)         | 11 km    |
| A301   | Pénétrante de Marrakech-Palmeraie           | 13,5 km  |
| A501   | Pénétrante de Tanger-Ouest                  | 1,5 km   |
| Total  | Total                                       | 37 km    |

### A1Autoroute Rabat – Safi
108 km à 2x3 voies
- 1987 : Inauguration de l'autoroute Casablanca - Rabat
- 1991 : Mise sous péage de l'autoroute et concession à ADM
- 2012 : Élargissement de 2x2 à 2x3 voies

33 km à 2x3 voies
- 2003 : Contournement de Casablanca phase 1 : 27 km
- 2004 : Contournement de Casablanca phase 2 : 6 km
- 2021-2023 : Élargissement de 2x2 à 2x3 voiesL'A2 à la sortie Taza-Ouest

224 km à 2x2 voies

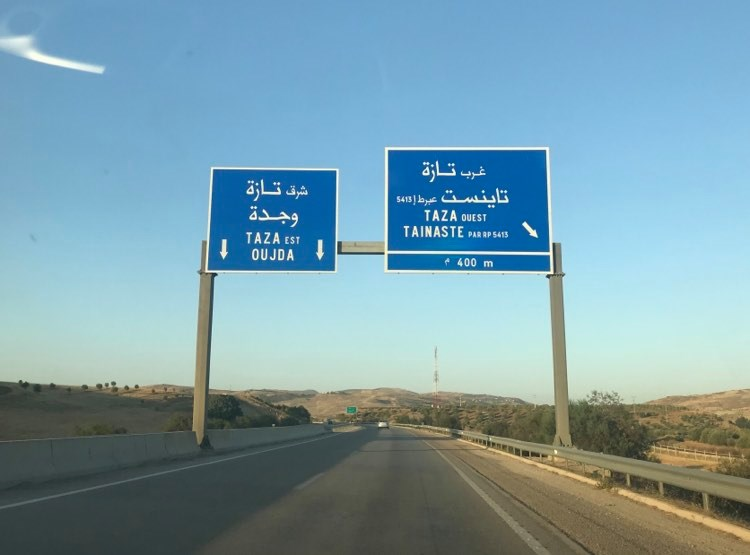
L'A2 à la sortie Taza-Ouest

- 2004 : Casablanca – Had Soualem : 16 km
- 2005 : Had Soualem – Tnine Chtouka : 35 km
- 2006 : Tnine Chtouka – El Jadida : 30 km
- 2016 : El Jadida - Safi : 143 km

### A2Autoroute Rabat – Oujda
14 km à 2×3 voies
- 1999 : Autoroute Rabat - Salé – Sidi Allal El Bahraoui de 14 km

479 km à 2x2 voies
- 1998 : Autoroute Fès - Meknès – Khémisset de 107 km
- 1999 : Autoroute Khémisset – Sidi Allal El Bahraoui de 51 km
- 2011 : Autoroute Fès - Taza – Oujda de 320 km

### A3Autoroute Casablanca – Agadir
32 km à 2x3 voies
- 2001 : Casablanca - Berrechid
- 2021-2023 : Élargissement de 2x2 à 2x3 voies

403 km à 2x2 voies
- 2001 : Berrechid – Settat de 31 km (dont 4 km en 2x3 voies)
- 2005 : Contournement de Settat de 12 km
- 2007 : Settat – Marrakech de 133 km
- 2009 : Contournement de Marrakech de 50 km
- 2010 : Marrakech - Agadir de 181 km

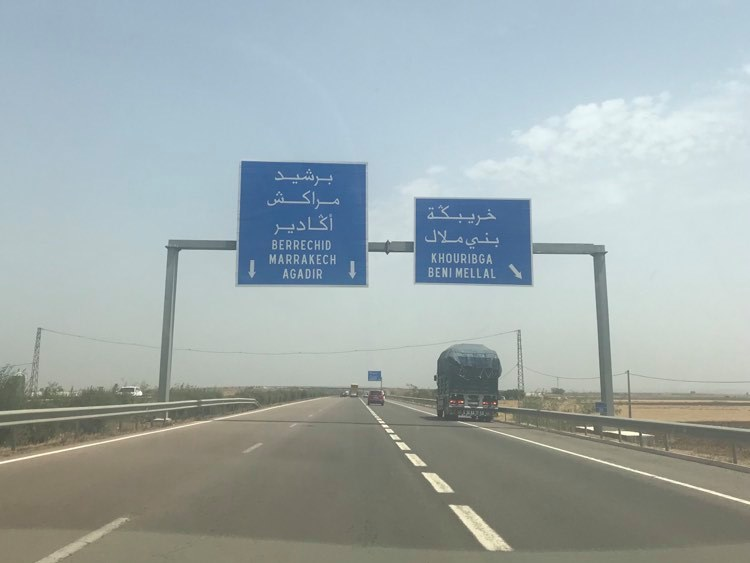
Bifurcation A3-A4 à Berrechid

### A4Autoroute Berrechid – Beni Mellal
172 km à 2x2 voies
- 2014 : Khouribga – Beni Mellal de 95 km
- 2015 : Berrechid – Khouribga de 77 km

### A5Autoroute Port Tanger Med – Rabat
27 km à 2x2 voies
- 1995 : Échangeur Autoroute A1 – Échangeur Oum Azza

6 km à 2×3 voies
- 1995 : Échangeur Oum Azza – Échangeur Autoroute A2 de 6 km (dont 2 km en 2×4)

308 km à 2x2 voies
- 1995 : Salé - Kénitra Nord de 40 km
- 1996 : Kénitra Nord - Larache de 110 km
- 1999 : Larache - Sidi Lyamani de 28 km
- 2002 : Sidi Lyamani - Assilah de 15 km
- 2005 : Assilah - Tanger Ouest de 28 km
- 2007 : Tanger Ouest - Tanger Est de 23 km
- 2008 : Tanger Est - Port Tanger Med de 31 km
- 2016 : Contournement de Rabat de 33 km (dont 4 km en 2x3 voies)

### A7Autoroute Tétouan - Fnideq
28 km à 2x2 voies
- 2007 : Tétouan - M'diq : 11 km
- 2008 : M'diq - Fnideq : 17 km

## Réseau futur

### En construction
| Numéro | Ville desservie                                      | Longueur |
| ------ | ---------------------------------------------------- | -------- |
| AT     | Tit Mellil - Médiouna - Deroua - Berrechid           | 31 km    |
| AG     | Guercif - Saka - Driouch - Nador                     | 104 km   |
| AC     | Casablanca - Benslimane - Bouznika - Skhirat - Rabat | 60 km    |
| Total  | Total                                                | 195 km   |

- Autoroute Guercif - Nador, 105 km, 5 milliards de DH (455 M€). Les travaux ont commencé en 2022, pour une livraison prévue en fin 2024. Le chantier est scindé en trois lots : 
  - lot 1 : le tronçon Guercif-Saka, sur 36,5 km ;
  - lot 2 : le tronçon Saka-Driouch, sur 40,5 km ;
  - lot 3 : le tronçon Driouch-Nador West Med, sur 27,2 km.

- Autoroute Tit Mellil - Berrechid, 31 km, 1.35 milliards de DH
- Autoroute continentale Rabat - Casablanca , 60 km, 5 milliards de DHNouvelle autoroute en parallèle de l'actuelle A1, elle reliera le contournement autoroutier de Casablanca (Tit Mellil) au contournement autoroutier de Rabat (Tamesna).

### En étude
- Autoroute A1 Contournement Est de Safi,18.5 km, 900 millions de DH. L'autoroute se connectera au nouveau port de Safi au sud de la ville.

- Autoroute Contournement d'Agadir, 80 km, 3,7 milliards de DH

Cette liaison soulagera la N1 en évitant les grandes zones maraichères et le centre urbain dense d'Agadir.
- Autoroute Agadir - Tiznit pour soulager la N1
- Contournement Est de Marrakesh
- Autoroute Fès - Marrakech d'une distance de 400 km passant par Béni Mellal et Khénifra.

### En projet
- Autoroute Tanger - Tétouan
- Autoroute Tanger/Tétouan - Fès/Meknès : Le ministre Marocain de l'Equipement et de l'Eau a confirmé que le projet est programmé dans le cadre du plan national d’infrastructures routières à l’horizon de 2040. L'autoroute, reliant les pôles de Fès-Meknès et Tanger-Tétouan, s'étend sur 255 en passant par Ouazzane et Chefchaouen. Le coût prévisionnel s'élève à 18,5 milliards de dirhams.
- Autoroute Fès/Meknès - Khénifra/Beni Mellal : le vendredi 15 mars 2024, le Ministre Marocain de l'équipement, du Transport, de la Logistique et de l’Eau a lancé une consultation pour la réalisation des études relatives au projet de l’autoroute reliant Beni Mellal au bipôle Fès-Meknès. Le marché est scindé en deux lots, le premier reliant Béni Mellal à Khénifra, le second concerne l’axe entre Khénifra et le bipôle Fès/Meknès.

«L’étude consiste en l’élaboration de l’étude d’avant-projet des deux lots, l’étude de définition et d’avant-projet des ouvrages d’art, l’exécution des travaux topographiques, ainsi que l’étude des échangeurs et nœuds». La commande couvre les différents aspects relatifs à ce projet fort structurant pour la région (tracé, signalisation et équipements de sécurité, impact sur l’environnement, trafic, rentabilité économique et financière, etc.). Le montant de la prestation est estimé à 8,1 milliards de dirhams pour le premier lot et à 8,5 milliards de dirhams pour le deuxième lot.
- Autoroute Beni Mellal - Kelâat Sraghna - Marrakech
- Autoroute Contournement Est de Marrakech
- Autoroute Marrakech - Safi
- Autoroute Marrakech - Ouarzazate
- Autoroute Port Safi Sud - Essaouira